# 安娜皮娅·甘多尔菲
安娜皮娅·甘多尔菲（義大利語：Annapia Gandolfi，1964年6月29日—），意大利前女子击剑运动员。她曾代表意大利参加1988年夏季奥林匹克运动会击剑比赛，结果获得女子团体花剑的银牌。